# Paul de Vanssay
Pour les articles homonymes, voir Vanssay.
Paul de Vanssay né le 26 octobre 1916 dans le 6e arrondissement de Lyon et mort au combat le 8 avril 1944 à Montanges est un résistant français au sein des maquis de l'Ain et du Haut-Jura.

## Biographie
Paul Expédit Marie Edgar de Vanssay est le fils de Robert Achille Gabriel de Vanssay et d'Henriette Marie Pauline de Martin de Vivies.
Son père (1886-1940), chef d'escadrons au 19e GRCA, commandant le groupe motorisé de cette unité, est tué au combat le 10 juin 1940 à Saint-Loup-en-Champagne.

### Origines familiales
Il est un membre de la famille noble de Vanssay, originaire du Maine, dont la filiation prouvée remonte à 1386,.
Au cours de la Première Guerre mondiale, six membres de cette famille ont été tués parmi lesquels deux frères de son père, tous deux lieutenants au 104e régiment d'infanterie : Paul le 25 septembre 1915 à Aubérive (Marne), puis Maurice le 17 janvier 1916 à Ville-sur-Tourbe (Marne).
Au cours de la Seconde Guerre mondiale, plusieurs autres membres de la famille de Vanssay, dont son père Robert de Vanssay et lui-même, sont tués[réf. souhaitée].

### Campagne de France de 1940
Officier de réserve, Paul de Vanssay est d'abord sous-lieutenant au 23e GRCA (Groupe de reconnaissance de corps d'Armée). Chef de peloton motocycliste engagé dans le combat de Lamarche-sur-Saône, il est capturé et fait prisonnier par les Allemands le 17 juin 1940.

### Captivité et évasions
Dirigé vers Longvic près de Dijon (Frontstalag 155), il est convoyé en août 1940 à l'Oflag XVIII A, alors situé à Lienz en Autriche (devenue Allemagne depuis l'Anschluss).
Il s'en évade une première fois le 10 septembre 1942, mais est repris quatre jours plus tard avec ses trois compagnons, dont l'un est tué (Raoul de Dompsure), un autre grièvement blessé (Edouard de Parcevaux), le troisième repris à son tour (René Schwerer), et Paul de Vanssay caché dans un wagon l'est à son tour le lendemain à la gare de Greifenburg/Weissensee sur la Drave.
Il réussit à s'évader une seconde fois le 1er juin 1943 et atteint la Suisse avec son compagnon d'évasion le capitaine Bessière, le 17 juin 1943. Après 17 jours de cavale haletante, faite de poursuites et d'une arrestation dans le Haut-Adige italien, les évadés arrivent à Santa Maria Val Müstair (Canton des Grisons).
Paul de Vanssay rejoint finalement la France en passant par la Suisse  le 27 octobre 1943.

### Résistance
Après un passage aux maquis des Glières, il intègre les maquis de l'Ain fin 1943 sous le pseudonyme de lieutenant Minet, et devient chef de camp.
Attaqué lors de l'opération allemande Caporal, il doit disperser ses hommes des camps du plateau d'Hotonnes : Pré carré, les Combettes et Morez, (Pré carré perd sept hommes le 2 février 1944). Les rescapés se regroupent plus au nord près du village de Giron en bordure de la combe d'Evuaz. La « maison de secours » est la ferme de Buclaloup. Après un rendez-vous manqué le 7 avril à Oyonnax avec son chef Montréal (Noël Perrotot), il s'échappe de justesse de la ville alors qu'elle est investie par les Allemands qui lancent ce jour-là l'opération Fruhling. Aux premières heures du 8 avril 1944, il conduit un groupe de 26 hommes. Partis de Buclaloup, tous se dirigent vers la route reliant Bellegarde-sur-Valserine à Nantua. L'objectif situé en contrebas de Montanges, est l'un des tunnels ferroviaires qu'ils comptent faire sauter selon les directives du Plan vert établi par la Résistance. Cependant, les Allemands ont renforcé leur présence sur place, tandis que les maquisards s'approchent de la gare de Châtillon-en-Michaille toute proche du tunnel. Le groupe n'y arrive qu'après le lever du jour, interdisant toute action immédiate. Il faut donc se cacher dans un bois sous la voie ferrée jusqu'à la nuit suivante. Mais un garde-voie les découvre peu après 9 heures du matin. L'homme, surveillé par les Allemands adopte un comportement hésitant. Les Allemands ont compris, se précipitent et ouvrent le feu. En sous-nombre et prise par surprise, la patrouille menée par Paul de Vanssay doit retraiter. Après plusieurs phases de combat, les rescapés refluent sur ordre vers Montanges. Le groupe est finalement pratiquement anéanti. Sur les 26 maquisards, il n'y aura que huit survivants. Paul de Vanssay, demeuré le dernier pour protéger la retraite de ses compagnons, est alors pris entre deux feux. Il est d'abord blessé au poignet droit, mais réussit à s'emparer du seul fusil mitrailleur tombé des mains d'un maquisard. Cherchant à rejoindre les gorges de la rivière Valserine qui coule en contrebas du plateau de Labâtie, il est mortellement touché à son tour par un éclat d'obus tiré depuis une colline avoisinante, Il portait sur lui des papiers compromettants qu'il avale avant de succomber à ses blessures.
Paul de Vanssay avait 27 ans. Parmi les 17 tués, six d'entre eux avaient été repris et assassinés par les Allemands au cours des jours suivants. La mort de Paul de Vanssay fut annoncée sur les ondes de la BBC le 5 mai 1944 par Maurice Schumann. Son nom cité en clair (et non plus son pseudonyme Minet) permit à ceux qui l'avaient connu dans le Maquis, de connaître sa véritable identité. C'est également par ce biais que sa famille apprit son sort tragique.

### Inhumation
Il est inhumé au cimetière de Montanges (carré de corps restitués du cimetière communal, tombe no 3).

## Distinctions
Paul de Vanssay est mort pour la France, chevalier de la Légion d'honneur, récipiendaire de la croix de guerre 1939-1945 et de la médaille de la Résistance.

## Hommages

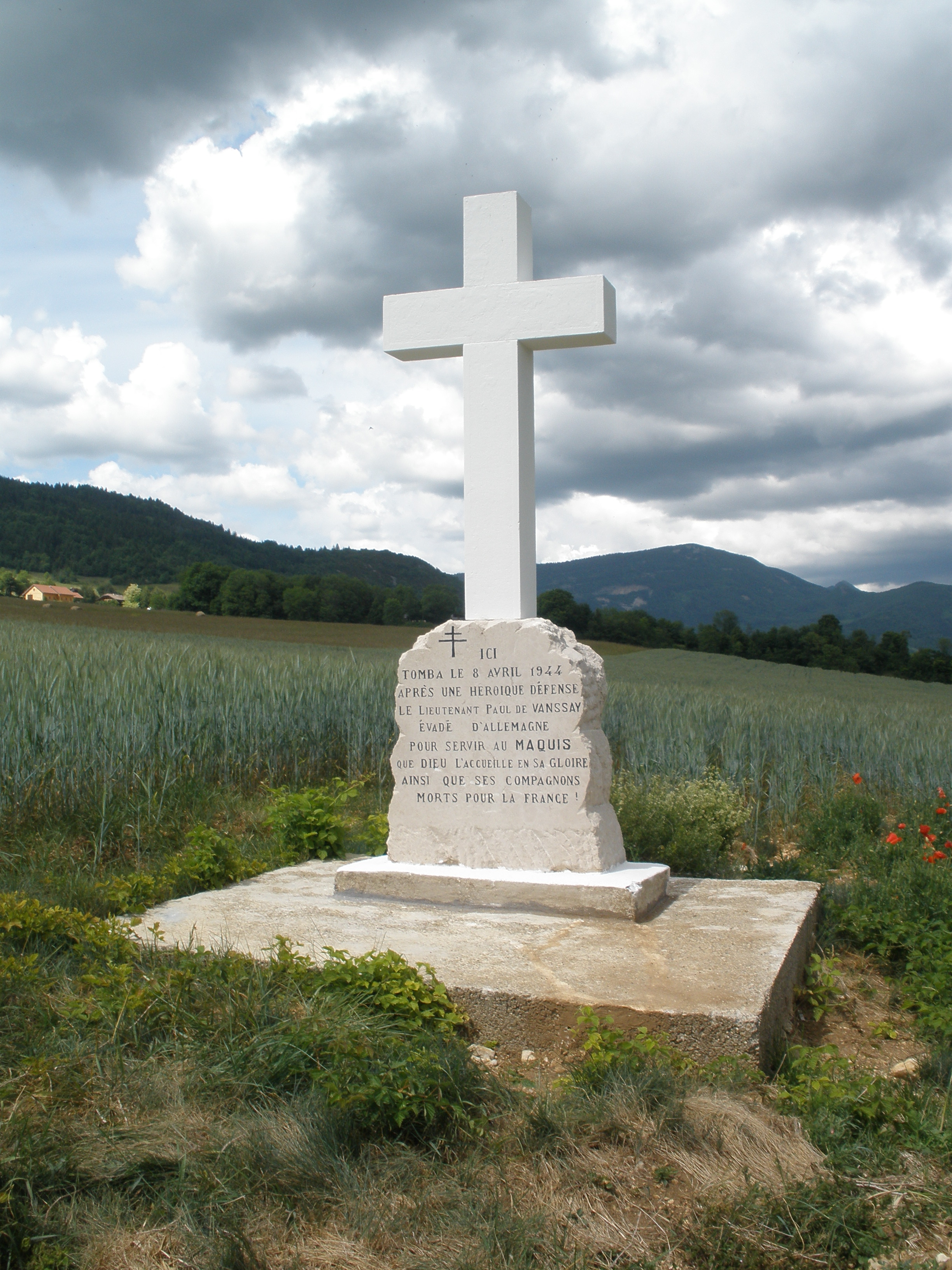
Croix commémorative où tomba Paul de Vanssay à Montanges.

- Il y a une rue Paul-de-Vanssay à Montanges et une avenue du Lieutenant Paul-de-Vanssay à La Baule-Escoublac.
- Il existe aussi une rue Lieutenant Minet à Oyonnax.
- Son nom est inscrit sur le Monument au Maquis de Montanges[2].
- Une croix (restaurée en 2011) est dressée sur le lieu même où il est tombé à Montanges[2], elle se situe sur le plateau de Labâtie, en contrebas du village. Il est inhumé avec dix de ses compagnons (sur 18 tués) au carré militaire du cimetière.
- Une plaque lui rend hommage au lycée Pothier d'Orléans, ainsi qu'une autre au lycée Saint-Vincent de Senlis[2].
- En 1994, soit 50 ans après ces événements, la promotion des élèves officiers de réserve de cavalerie (Saumur) fut baptisée « Promotion Lieutenant de Vanssay ».